# پوکانتیکو هیلز (نیویورک)
پوکانتیکو هیلز (به انگلیسی: Pocantico Hills) یک منطقهٔ مسکونی در ایالات متحده آمریکا است که در نیویورک واقع شده‌است.